# 陈騊声
陈騊声（1899年—1992年），字陶心，男，福州闽侯人，中国工业微生物学家，曾任上海科学技术大学教授。